# Frank Youell Field
Frank Youell Field fue un estadio de fútbol americano para los Oakland Raiders que existió de 1962-1965.